# Variabile U Geminorum
Una variabile U Geminorum è un sottotipo di nova nana. Si tratta cioè di sistemi binari formati da una nana bianca che riceve materiale da una compagna stretta e la cui variabilità dipende dall'instabilità del disco di accrescimento che si forma intorno alla nana bianca. Le variabili U Geminorum presentano esplosioni tali da innalzare la loro luminosità di 2 - 6 magnitudini in un arco di tempo di uno o due giorni. Nei giorni seguenti il sistema ritorna alla sua luminosità iniziale. Vengono chiamate anche variabili SS Cygni a partire dal loro prototipo alternativo, SS Cygni, la prima ad essere scoperta, che esibisce periodicamente gli eventi più brillanti di questo sottotipo di variabili.

L'intervallo tra un'esplosione e un'altra va da 10 giorni a diversi anni e non c'è periodicità; ad esempio, in SS Cygni le esplosioni avvengono in periodi che variano dai 30 ai 70 giorni e le esplosioni più potenti sono normalmente seguite da intervalli di quiescenza più lunghi. 
Normalmente le SS Cygni esibiscono due distinti tipi di esplosioni: quelle più energetiche e quelle meno energetiche. Inoltre i sistemi più brillanti di questa classe mostrano delle oscillazioni quasi periodiche durante le esplosioni, di breve durata (30 secondi) e transitori. Oltre a queste rapide variazioni, esistono variazioni a lungo termine associate ai cicli magnetici della componente non degenere. Il ciclo è leggermente influenzato dal tasso di accrescimento del trasferimento di massa verso la nana bianca del sistema, e questo influenza a sua volta la luminosità del sistema al minimo, l'intervallo tra due esplosioni e il periodo orbitale.
La sigla per questo sottotipo di variabili è UGSS e racchiude le cosiddette novae nane normali; i due altri sottogruppi di novae nane sono le variabili SU Ursae Majoris e le variabili Z Camelopardalis. 
Oltre a U Geminorum e SS Cygni, altre rappresentanti di questo sottotipo sono RU Pegasi e KT Persei.